# Sprężarka stacjonarna

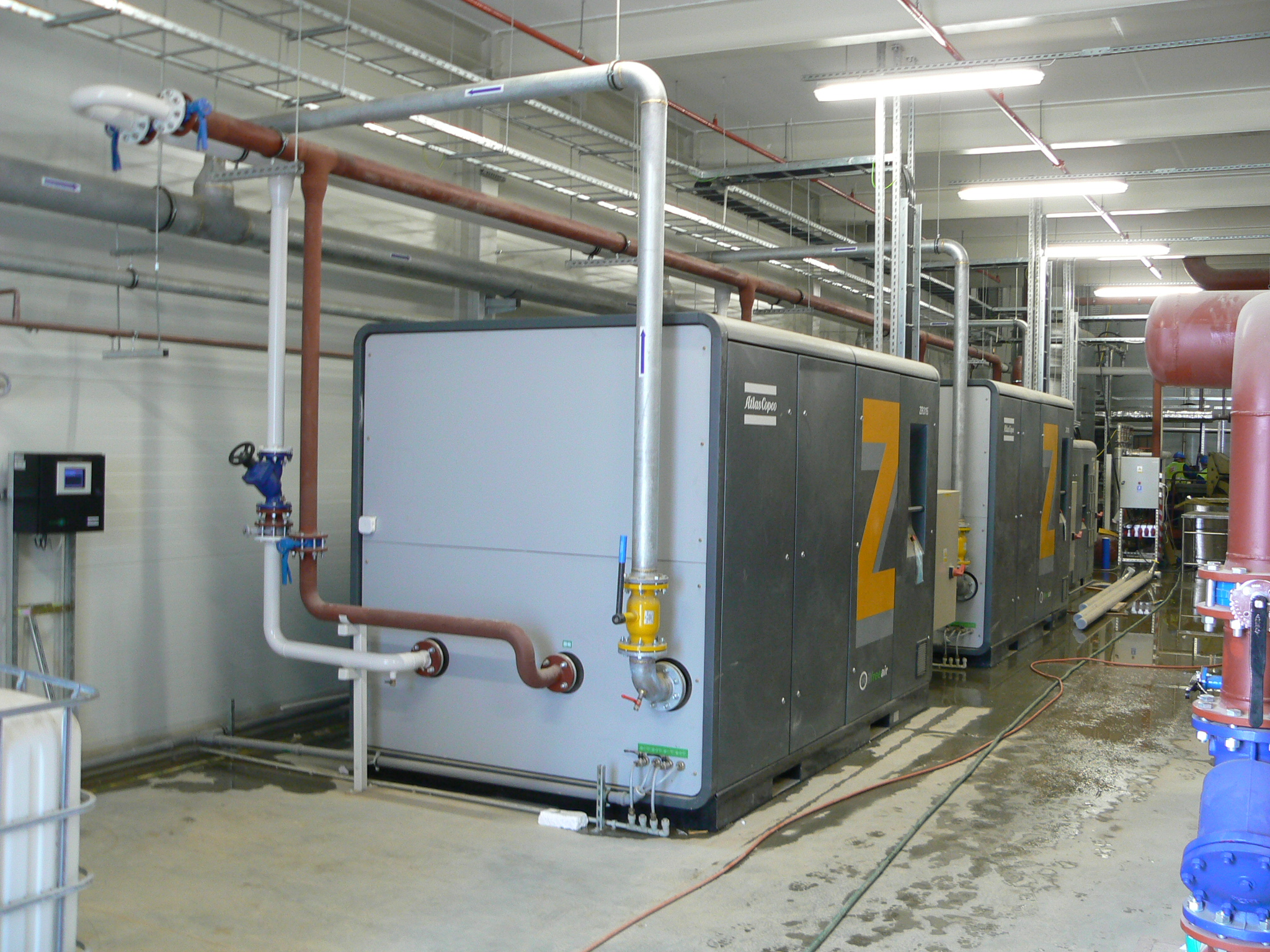
Bezolejowa śrubowa sprężarka stacjonarna chłodzona wodą

Sprężarka stacjonarna – sprężarka śrubowa, tłokowa, spiralna lub promieniowa (odśrodkowa), która nie ma możliwości przemieszczania się bez użycia specjalistycznych narzędzi takich, jak suwnica, dźwig, wózek widłowy (nie jest wyposażona w koła lub płozy). Sprężarki stacjonarne napędzane są najczęściej silnikiem elektrycznym, ale istnieją również wersje zasilane silnikami spalinowymi – benzynowymi, wysokoprężnymi.